# Saint-Merd-la-Breuille
Saint-Merd-la-Breuille ist eine Gemeinde im Zentralmassiv in Frankreich. Sie gehört zur Region Nouvelle-Aquitaine, zum Département Creuse, zum Arrondissement Aubusson und zum Kanton Auzances. 

## Geographie
Das Gemeindegebiet wird vom Fluss Méouzette durchquert, an der südlichen Gemeindegrenze verläuft sein späterer Zufluss Feyt.
Nachbargemeinden sind Flayat, Giat, Verneugheol, Saint-Germain-près-Herment, Laroche-près-Feyt, Feyt, Eygurande, Lamazière-Haute und Saint-Oradoux-de-Chirouze.

## Bevölkerungsentwicklung

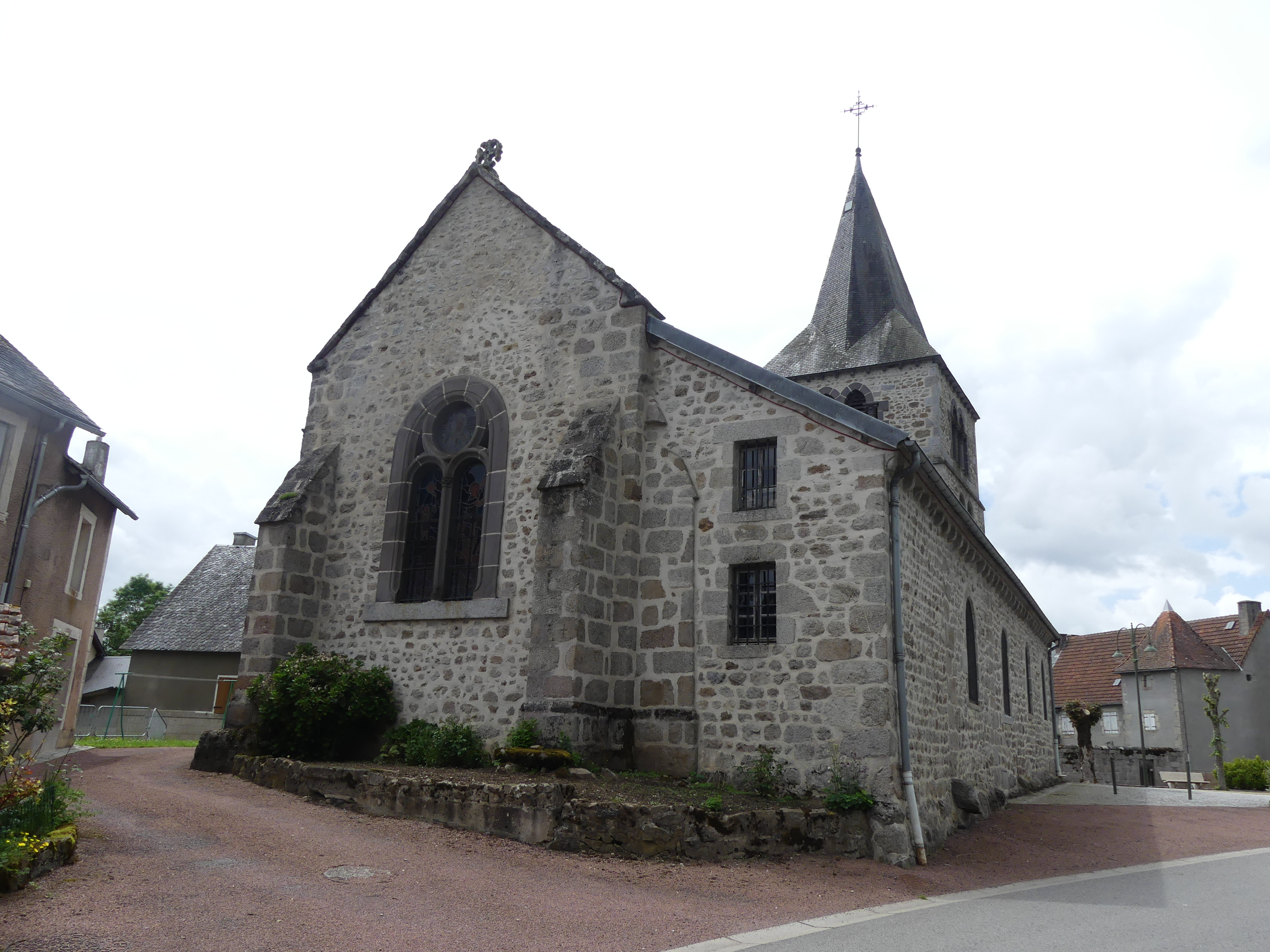
Kirche Saint-Médard

| Jahr      | 1962 | 1968 | 1975 | 1982 | 1990 | 1999 | 2008 | 2012 |
| --------- | ---- | ---- | ---- | ---- | ---- | ---- | ---- | ---- |
| Einwohner | 461  | 416  | 330  | 271  | 238  | 238  | 208  | 195  |